# کریستین تراوریگ
کریستین تراوریگ (انگلیسی: Christine Traurig؛ زادهٔ ۱۳ march ۱۹۵۷ (۶۸ سال)) ورزشکار اهل ایالات متحده آمریکا است.
وی در مسابقات کشوری و بین‌المللی در مجموع برندهٔ ۱ مدال برنز شده‌است.